# Heinz Diettrich
Heinz Diettrich (* 6. März 1940 in Adorf/Erzgeb.; † 23. März 2022) war ein deutscher Chirurg und ärztlicher Standespolitiker.

## Leben
Nach Besuch des Gymnasiums in Stollberg/Erzgeb. und der Ablegung der Reifeprüfung studierte Heinz Diettrich von 1958 bis 1961 Medizin an der Universität Leipzig und von 1961 bis 1964 an der Medizinischen Akademie Carl Gustav Carus in Dresden, wo er das Staatsexamen ablegte und 1967 zum Dr. med. promoviert wurde. Nach seiner Pflichtassistenzarzt-Tätigkeit am Pathologischen Institut in Karl-Marx-Stadt begann er seine Weiterbildung in Chirurgie in Dresden, die er 1969 mit der Anerkennung als Facharzt abschloss.
Von 1976 bis 1979 war Diettrich Leiter der Chirurgischen Abteilung des Katholischen St.-Joseph-Stifts in Dresden. 1983 habilitierte er sich auf dem Gebiet der Abdominalchirurgie an der Medizinischen Akademie in Dresden, 1992 wurde er zum außerplanmäßigen Professor an der Medizinischen Fakultät der Technischen Universität Dresden ernannt, 1994 zum Chefarzt der Chirurgischen Klinik des Krankenhauses Dresden-Neustadt berufen.
Von 1991 bis 1999 war Heinz Diettrich der erste Präsident der Sächsischen Landesärztekammer.

## Ehrungen
- Ehrenpräsident der Sächsischen Landesärztekammer (1999)
- Sächsischer Verdienstorden (2000)[3]
- Paracelsus-Medaille der Deutschen Ärzteschaft (2005)[4]